# Universitaires pour la paix
Universitaires pour la Paix est un collectif qui s'oppose à l'action militaire du gouvernement turc contre l'émancipation du peuple Kurde dans la région kurde de Turquie et appelle à une résolution pacifique par la négociation. 
La naissance du collectif remonte au 11 janvier 2016 avec la diffusion de la pétition Nous ne serons pas complices de ce crime,. Cette pétition était adressée à l'État turc. Lors de sa première publication, elle a été signée par 1128 universitaires de Turquie et étrangers, de 90 universités différentes. Le gouvernement turc a considéré la pétition comme un acte de propagande terroriste et une insulte à l'État turc, et il a appliqué des sanctions disciplinaires ou pénales à l'encontre de nombreux signataires. Une forte résistance internationale s'est opposée à ce procès des Universitaires pour la Paix (de).

## Contexte
Lorsque la pétition a été publiée le 11 janvier 2016, l’offensive turque contre le PKK, qui avait débuté en juin 2015, avait duré plus de six mois et causé de nombreuses victimes parmi les civils. Durant la période de Noël 2015, soit peu avant la diffusion de la pétition, de violentes attaques de l'armée turque contre des positions du Parti des travailleurs du Kurdistan (PKK) auraient fait 200 morts.

## Contenu de la pétition

### Dénonciations
- Politique d'extermination et d'expulsion de l'ensemble de la population de la région, et principalement de la population kurde.
- Couvre-feux de plusieurs semaines à Sur, Silvan, Nusaybin, Cizre et en de nombreux autres endroits ont conduit la population à la famine et à la soif.
- Dans un climat de guerre, des quartiers entiers sont attaqués avec des armes lourdes.
- Les droits de l'homme sont violés ou suspendus : le droit à la vie et à l'intégrité physique, et en particulier l'interdiction de la torture et des mauvais traitements, ainsi que la quasi-totalité des libertés protégées par la constitution et les accords internationaux signés par la Turquie.
- Dysfonctionnements graves du système juridique turc, puisqu'il n'existe aucune base légale pour cette mise en œuvre systématique de procédures violentes.
- Violation du droit international.

### Demandes
- Cessation de l'offensive et levée immédiate de tous les couvre-feux.
- Les auteurs et les commanditaires de violations des droits de l'homme doivent assumer leurs actes.
- Les préjudices matériels et moraux causés à la population doivent être répertoriés et dédommagés.
- La possibilité, pour des observateurs indépendants nationaux et étrangers, d'accéder librement aux zones sinistrées afin d'évaluer la situation et d'enquêter.
- L'établissement, par le gouvernement, d'une feuille de route pour les négociations et la prise compte des exigences du mouvement politique kurde. L’objectif est d'instaurer une situation permettant un règlement pacifique du conflit.
- Inviter aux négociations des observateurs indépendants issus de la société civile dans le but d'impliquer le grand public dans ce processus.
- L'arrêt immédiat de la répression de la part de l'État envers les citoyens.

### Autres objectifs
- Exprimer sa volonté de se porter volontaire pour participer au processus de paix.
- Rejeter toutes les mesures coercitives visant à réprimer l'opposition sociale.
- Affirmer le refus d'être complice des crimes ainsi que sa volonté de prendre des initiatives par l’intermédiaire des parties politiques, du parlement et au niveau international jusqu'à ce que la cause soit entendue.

## Réponses de l'État turc à la pétition

### Réactions du président Erdoğan
Dans un discours prononcé le 12 janvier 2016 à la suite de l’attentat de janvier 2016 à Istanbul, le président Recep Tayyip Erdoğan a qualifié les signataires de la pétition de « forces de l’obscurité » et de « traîtres de la nation ». Il a déclaré que toute personne souhaitant poursuivre la politique hors du parlement devrait « creuser des tranchées ou aller à la montagne » en référence au Parti des travailleurs du Kurdistan, le PKK, et qu' « il n'y a pas de différence entre celui qui tire des balles au nom d'une organisation terroriste et celui qui fait de la propagande pour eux. » Il a souligné que « quiconque mange le pain de l'État, et le trahit, sera puni » et il a appelé à cette occasion le pouvoir judiciaire à faire le nécessaire contre cette « trahison » de « pseudo intellectuels ». 
Erdoğan a appelé les pétitionnaires étrangers comme Noam Chomsky, Judith Butler et Esra Ozyurek à se rendre dans le sud-est de la Turquie et à vérifier la situation par eux-mêmes. Dans le même temps, il a rejeté la demande des signataires de faire venir des observateurs internationaux pour enquêter sur les affrontements dans le sud-est de la Turquie, cette demande attestant d'une « mentalité colonialiste ».

### Droit pénal: arrestations et procès
La justice turque a déposé un acte d'accusation lors du procès des Universitaires pour la Paix en mars 2016 pour « propagande terroriste » et « insulte à la Turquie ». 
Le cadre juridique pour punir la « propagande terroriste » est l'article 7/2 de la loi antiterroriste turque. Cette disposition peut être interprétée de diverses façons. Bien que la Turquie soit obligée, pour protéger le droit à la liberté d'expression en vertu de l'article 19 du Pacte international relatif aux droits civils et politiques et de l'article 10 de la Convention européenne des droits de l'homme, de ne restreindre la liberté d'expression que dans des conditions très strictes, telles que la propagande de guerre ou l’appel à la violence, aucune telle limitation n’est inscrite dans la loi antiterroriste turque. Cet article 7/2 a été utilisé à plusieurs reprises dans le passé pour sanctionner des propos ou manifestations non violentes concernant les droits des Kurdes et la politique kurde du gouvernement. 
Vingt-sept universitaires ont été arrêtés pour avoir signé la pétition, dont quatorze de l'Université de Kocaeli (en). Au total, environ 421 universitaires auraient été poursuivis.
Le 7 mai 2019, c’est l’historienne Füsun Üstel, retraitée de l’Université Galatasaray, qui a été emprisonnée à la suite de sa signature de la pétition, et le 11 mai 2019, c'est le mathématicien Tuna Altınel, en poste depuis 1996 à l’Université Claude-Bernard-Lyon-I, qui a été mis en détention provisoire.

### Mesures disciplinaires: licenciements et suspensions
Trente universitaires ont été acquittés et trente-huit autres ont été licenciés. Un syndicat d'enseignants a signalé que des poursuites avaient été engagées contre 153 signataires. Neuf enseignants ont été licenciés et 27 autres suspendus. En juin 2016, il avait été signalé 513 affaires disciplinaires et 37 licenciements, ainsi que des retraites anticipées et 11 démissions forcées. 
Au 17 mars 2017, le site web des Universitaires pour la Paix recensait un total de 389 signataires exclus par décret, licenciés ou en retraite anticipée forcée, et 491 procédures disciplinaires en cours. 
La situation s'est aggravée après l'échec de la tentative de coup d'État militaire du 15 juillet 2016 en Turquie. Au 1er septembre 2016, le gouvernement a adopté trois décrets d'urgence, conduisant au licenciement de plus de 40 000 fonctionnaires soupçonnés d’être liés au coup d'État. Parmi les 2346 universitaires concernés, 44 étaient signataires de la pétition. 
Dans le cadre d'un appel à la solidarité, les Universitaires pour la Paix soulignent que la législation d'urgence ne permet pas de faire appel de ces décisions de licenciements, et que les passeports des personnes concernées sont confisqués.

## Autres conséquences pour les signataires
De nombreux signataires ont signalé des appels téléphoniques et des courriels anonymes. Certains professeurs d’université ont retrouvé la porte de leur bureau taguée après que des médias affiliés au parti au pouvoir, le Parti de la justice et du développement (AKP), eurent ouvertement appelé les étudiants du pays à boycotter les cours des enseignants signataires, qualifiés de « traîtres de la nation ». Certains d'entre eux ont même reçu des menaces de mort sur les réseaux sociaux. 
À la suite de cela, de nombreux chercheurs ont quitté la Turquie. Le réseau de solidarité américain Scholars at Risk (en), qui soutient l’accueil à l’étranger des universitaires menacés dans leur pays d'origine, et auquel appartiennent plusieurs universités allemandes, a enregistré plus de 300 candidatures d’universitaires de Turquie depuis le 15 juillet 2016. C’est plus que le nombre total de demandes qui avaient été enregistrées auparavant, depuis la création de l’organisation qui avait quinze années d’existence à cette date.

## Réactions turques face à la répression
Le principal parti d'opposition, le CHP, a déclaré que la répression contre les universitaires est « illégale, inacceptable et extrêmement dangereuse. » Le parti d'opposition HDP, qui est majoritaire dans le sud-est de la Turquie, a quant à lui appelé à la libération immédiate des personnes arrêtées. 
Cette déclaration a servi de modèle à une soixantaine d’autres groupes professionnels, qui ont rédigé des pétitions similaires. Par exemple, un appel comparable a été lancé par 558 écrivains. 
L’Université du Bosphore a publiquement protesté contre le renvoi de deux de ses professeurs avec une manifestation et un communiqué de presse. La plus prestigieuse université turque, qui a des liens étroits avec les États-Unis, a été le premier établissement en Turquie où les professeurs ont témoigné leur solidarité avec ceux qui ont été démis de leurs fonctions.

## Réactions étrangères face à la répression

### États-Unis
L'ambassade des États-Unis en Turquie a publié sur Twitter une déclaration dans laquelle l'ambassadeur John Bass (en) dit sa préoccupation devant l'action du gouvernement et affirme que les citoyens des démocraties doivent pouvoir exprimer leurs opinions, même lorsqu’elles sont controversées. Il déclare aussi que « critiquer le gouvernement n'est pas une trahison ». 
En mars 2017, les instituts de recherche américains à but non lucratif « Research Institute on Turkey » et « Bostonbul » ont lancé une campagne de financement afin d'accorder aux signataires licenciés une bourse correspondant au salaire minimum turc pour une période de six mois,.

### Allemagne
Le collectif a été lauréat international du prix Aachen pour la paix en mai 2016. 
Les institutions allemandes suivantes ont exprimé leur solidarité avec les Universitaires pour la Paix: 
- Universités : Université Johann Wolfgang Goethe de Francfort-sur-le-Main, Université de Göttingen, Université technique de Dresde, Université Johannes Gutenberg de Mayence.
- Fondations : Fondation Alexander-von-Humboldt, DAAD, Fondation Friedrich-Ebert, Fondation Heinrich Böll.

### Autres réactions
Dans le monde entier, des universitaires ont manifesté leur solidarité avec les signataires. Par exemple, le Centre de recherche en Sciences Sociales de Berlin (en) a écrit : « Nous exprimons notre solidarité avec les universitaires turcs et les soutenons dans leur droit à la liberté d'expression». 
Entre sa publication et le 21 janvier 2016, 1 084 universitaires supplémentaires ont signé la pétition, portant le nombre de signataires à 2 212. 
Les institutions suivantes ont exprimé leur solidarité avec les Universitaires pour la Paix: 
- Universités : Université d'Amsterdam, Université de Genève, Université de Lausanne, Université libre de Bruxelles, Université Panthéon-Sorbonne, SciencePo Paris, Université Paris-Est, École normale supérieure Paris, École normale supérieure Lyon, Université catholique de Louvain (Belgique), Queen Mary University of London, Université d'Oslo, Université Lille 2.
- Sociétés professionnelles : PEN International, Association internationale de science politique, Association internationale de sociologie, Association européenne de sociologie, Fédération européenne des psychologues, Société mathématique européenne, Société mathématique de France, Société française de statistique, Société de mathématiques appliquées et industrielles.
- Académies des sciences : Académie norvégienne des sciences et des lettres, Académie royale des sciences de Suède.